# 360° (En Vivo Bogotá)
360° (En Vivo Bogotá) es el segundo álbum en vivo de la banda de rock alternativo Don Tetto. Fue grabado el 10 de noviembre de 2011 en el Palacio de los Deportes en la ciudad de Bogotá, en el primer formato en Colombia con stage 360°, albergando aproximadamente 3000 personas de toda Colombia, e incluso a fanáticos de Argentina. Fue emitido en streaming por Sirius Satellite Radio y la estación radial La Kueva el 15 de septiembre de 2013, y puesto a la venta en exclusiva solo para iTunes el 24 de septiembre de 2013.

## Lista de canciones
| N.º | Título                                         | Escritor(es)                        | Duración |  |
| 1.  | «Volveré»                                      | Leongomez Pulecio Medina Valderrama | 5:13     |  |
| 2.  | «Fallido Intento»                              | Leongomez Pulecio Medina Valderrama | 5:07     |  |
| 3.  | «Quisiera»                                     | Leongomez Pulecio Medina Valderrama | 4:40     |  |
| 4.  | «Adicto al Dolor (Lágrimas)»                   | Leongomez Pulecio Medina Valderrama | 5:12     |  |
| 5.  | «15 Minutos»                                   | Leongomez Pulecio Medina Valderrama | 3:17     |  |
| 6.  | «La Nueva Generación»                          | Leongomez Pulecio Medina Valderrama | 3:46     |  |
| 7.  | «No Es Suficiente»                             | Leongomez Pulecio Medina Valderrama | 4:04     |  |
| 8.  | «Yo Estaré Bien»                               | Leongomez Pulecio Medina Valderrama | 4:42     |  |
| 9.  | «Soledad»                                      | Leongomez Pulecio Medina Valderrama | 3:45     |  |
| 10. | «Solo de Batería (By Jaime Medina)»            | Leongomez Pulecio Medina Valderrama | 1:16     |  |
| 11. | «En Un Día Gris (Piensa En Mi)»                | Leongomez Pulecio Medina Valderrama | 3:43     |  |
| 12. | «Niñas Malas»                                  | Leongomez Pulecio Medina Valderrama | 5:35     |  |
| 13. | «Sigamos Caminando»                            | Leongomez Pulecio Medina Valderrama | 4:31     |  |
| 14. | «Auto Rojo»                                    | Vilma Palma e Vampiros              | 4:06     |  |
| 15. | «Dime»                                         | Leongomez Pulecio Medina Valderrama | 3:36     |  |
| 16. | «No Tengas Miedo»                              | Leongomez Pulecio Medina Valderrama | 3:36     |  |
| 17. | «Miénteme, Prométeme»                          | Leongomez Pulecio Medina Valderrama | 4:38     |  |
| 18. | «Mi Error»                                     | Leongomez Pulecio Medina Valderrama | 5:22     |  |
| 19. | «No Digas Lo Siento»                           | Leongomez Pulecio Medina Valderrama | 4:05     |  |
| 20. | «Voy a Ser Quien Dañe Tu Nombre (Bonus Track)» | Leongomez Pulecio Medina Valderrama | 3:47     |  |

## Personal
Don Tetto:
- Diego Pulecio – Voz principal, guitarra rítmica
- Carlos Leongomez – Guitarra principal, guitarra electro-acústica
- Jaime Valderrama – Bajo, voz secundaria
- Jaime Medina – Baterías y percusión